# Immediate Music
Immediate Music (イミディエイト・ミュージック) は、1993年にYoav GorenとJeffrey Faymanによって設立されたアメリカ合衆国のカリフォルニア州ロサンゼルスに拠点を置くプロダクション・ミュージックレーベルである。
主にトレーラー・ミュージックをリリースしており、『アバター』、『エイリアンVSプレデター』、『ターミネーター2』、『パイレーツ・オブ・カリビアン/ワールド・エンド』、『ザ・リング」、『マトリックス』、『ロード・オブ・ザ・リング』、『ハリー・ポッター』など数多くの映画の予告編で使用されている。2007年には、2006年冬季オリンピックでの多くの楽曲使用によりスポーツプログラムにおける優れた音楽作曲としてエミー賞を受賞している他、2017年9月に大手プロダクションミュージック販売企業のBMG Production Musicによって買収されている。

## 概要
- Immediate Musicは1993年にYoav GorenとJeffrey Faymanによって設立され、カリートの道の予告編で初めて使用された。元々は予告編のみに向けて楽曲を制作しており、2008年にビデオゲームや広告業界に向けてのライブラリーを開設し現在ではテレビ番組やCM、YouTube広告などでも頻繁に使用されている[1]。

- Immediate Musicは2010年に設立された「1 Revolution Music」というプロダクションも運営しており、こちらは予告編よりも様々なメディアでの使用に対して重点を置いた楽曲制作を行っている。また、2006年には楽曲を一般販売するためのレコードレーベルとして「Imperativa Records」を設立しており、エピックジャンルの楽曲を主に取り扱っている[2]。

- Immediate Musicによって編成されたオーケストラ及び作曲家集団の中で最も主要なユニットは「Trailerhead」と呼ばれており、予告編音楽に専門特化した集団として高い評価を受けている。Trailerheadによるアルバムは元はImmediate Music名義でリリースされていたが、後にユニット名に変更されている[3]。

- 2006年には、Immediate Musicのメンバーによって「Globus」というバンドが結成され、予告編向けのオーケストラ音楽とロックミュージックを融合させた独自の音楽が評価されている[4]。

- リリースしているアルバムの中には一般販売が基本行われていないものもあり、それらを購入するためにはライセンスが必要となるが2012年に「Themes For Orchestra And Choir」シリーズや「Epic Choral Action #1」などのアルバムはYoav GorenとJeffrey Faymanのサイン入りで限定販売されている。また、一般販売の行われていないアルバムの楽曲の多くは後に統一されたアートワークの付いた多数のアルバムによって一般販売されている[5]。

- 2016年リリースの「Futbol Is Epic」はフットボールの応援ソングとして作られたアルバムであり、Yoav Gorenがヨーロッパの試合で聞いた大勢の観客による合唱にインスパイアされたことで制作された。内容はオリジナルソングや既存のアーティストの曲のリアレンジとなっており、歌唱曲が中心となっている[6]。

## ディスコグラフィー

### 業界向けにリリースされたアルバム
※○が付いているアルバムは一般未発売。
- Action / Drama #1 ○
- Action / Drama #2 ○
- Action / Drama #3 ○
- Action / Drama #4 ○
- Action / Drama #5 ○
- Cinematic Tension And Horror #1 ○
- Comedy #1 ○
- Comedy #2 ○
- Comedy #3 ○
- Epic #1 ○
- Epic #2 ○
- Epic #3 ○
- Horror / Sci-Fi #1 ○
- Percussive Action #1 ○
- Romantic & Adventure #2 ○
- Romantic Comedy, Romantic & Adventure #1 ○
- Romantic Comedy #2 ○
- Suspense & Drama #1 ○
- Suspense & Drama #2 ○
- Suspense & Drama #3 ○
- Suspense & Drama #4 ○
- Suspense & Drama #5 ○
- Youth Oriented #1 ○
- Youth Oriented #2 ○
- Youth Oriented #3 ○
- Youth Oriented #4 ○
- Youth Oriented #5 ○
- Broken Dreams
- Cinematic Soundscapes ○
- Dark Hero: Uprising
- Epic Choral Action #1 ○
- Fantasy And Imagination ○
- Plosive: In Three Acts ○
- Quantum ○
- Subsonic
- Subversion
- Themes For Orchestra And Choir ○
- Themes For Orchestra And Choir 2 ○
- Themes For Orchestra And Choir 3 ○
- Themes For Orchestra And Choir 4 ○
- Trailer Beast: Heroes, Legends And Ogres ○
- Trailer Rock Series: Hard Rock ○
- Trailer Rock Series: Pop Rock ○
- Trailer Rock Series: Post Rock ○
- Trinity And Beyond ○
- Violations ○
- 30 Clicks North ○
- 5th Wall
- Act 1 ○
- Amethyst Skies
- Animated Fantasy Adventure ○
- Annihilator ○
- Ashes
- Black Room
- Burning Drums
- Carnage
- Champion
- Cyberian
- Cypher
- Dark Hero: Retribution
- Decompression
- Dream Worlds
- Dreams And Delusions ○
- Drums & Chants: Ritual
- Encounters
- Epic: The Dark And The Light
- Existence
- Exosphere
- Exosphere II
- Fate And Fury
- Fate Of Gods
- Fields Of Glory
- Final Escape
- Frenzy ○
- Grindhouse Serenade
- Hello Darkness
- Hour At Hand
- Hyperion
- Inferno ○
- Last Days Of Earth ○
- Life Cycles
- Lumina
- March On
- Memories
- Night Terrors
- Omega
- Omega II
- Omega III
- One Will Rise
- On The Burden Of Being
- Orbit
- Orchestral Soundtrack ○
- Patriotic Covers
- Phosphorescent
- Ravagers
- Redemption
- Revolt
- Subliminal
- Terror Storm
- Themes For Orchestra And Choir 5
- The Dark Web ○
- The Tides
- The Uninvited
- Trailer DNA: Toolkit ○
- Transformers And Terminators ○
- Unique Organic Underscore
- Universe Number 7
- Wonder

### 一般向けにリリースされたアルバム
- Futbol Is Epic (2016年)

### コンピレーション・アルバム
- Gates Of Valhalla (2013年)
- The Demon Within (2015年)
- Trailer Hits (2016年)

### シングルとEP
- Luminous And Unstoppable (2018年)
- One More Night (2019年)

### Trailerhead名義での作品
Trailerhead#ディスコグラフィーを参照